# Ambroży Autpert
Amancjusz, (łac. Ambrosius Autpertus, zm. 784 ) – mnich benedyktyski, święty chrześcijański. 
Pochodził z Prowansji. Obrał życie zakonne  i wstąpił do Benedyktynów, był mnichem i opatem w klasztorze św. Wincentego nieopodal Benewentu. Był płodnym teologiem i propagatorem kultu maryjnego. Popularny w średniowieczy autor komentarzy biblijnych i homilii. Zmarł w roku 784 podczas podróży do Rzymu. Pozostawił bogatą spuściznę pisarską.
W ikonografii przedstawiany jest w habicie zakonnym. Atrybutem świętego jest księga nawiązująca do pracy i spuścizny pisarskiej.